# Radčice (Skuteč)
Radčice je vesnice, část města Skuteč v okrese Chrudim. Nachází se 3 km na jih od Skutče. Radčice vznikly patrně v 11. – 12. století[zdroj⁠?!] podél potoka Raná. První písemná zmínka je z roku 1392. Radčice patřily ke skutečské rychtě. K roku 1880 jsou připomínány velké povodně a v témže roce byla na návsi postavena kaplička se zvoničkou, zasvěcená sv. Václavu, hlavnímu patronovi země České.
Socha světce poblíž kaple je barokní.
Jednoduchá budova "Kampeličky" poblíž přejezdu železniční trati mezi nádražími Skuteč a Žďárec u Skutče byla postavena v roce 1920.
V roce 2009 zde bylo evidováno 93 adres. V roce 2001 zde trvale žilo 236 obyvatel.
Radčice leží v katastrálním území Radčice u Skutče o rozloze 3,32 km2.

## Osobnosti
- František Kábele
- Tomáš Malinský

## Další fotografie

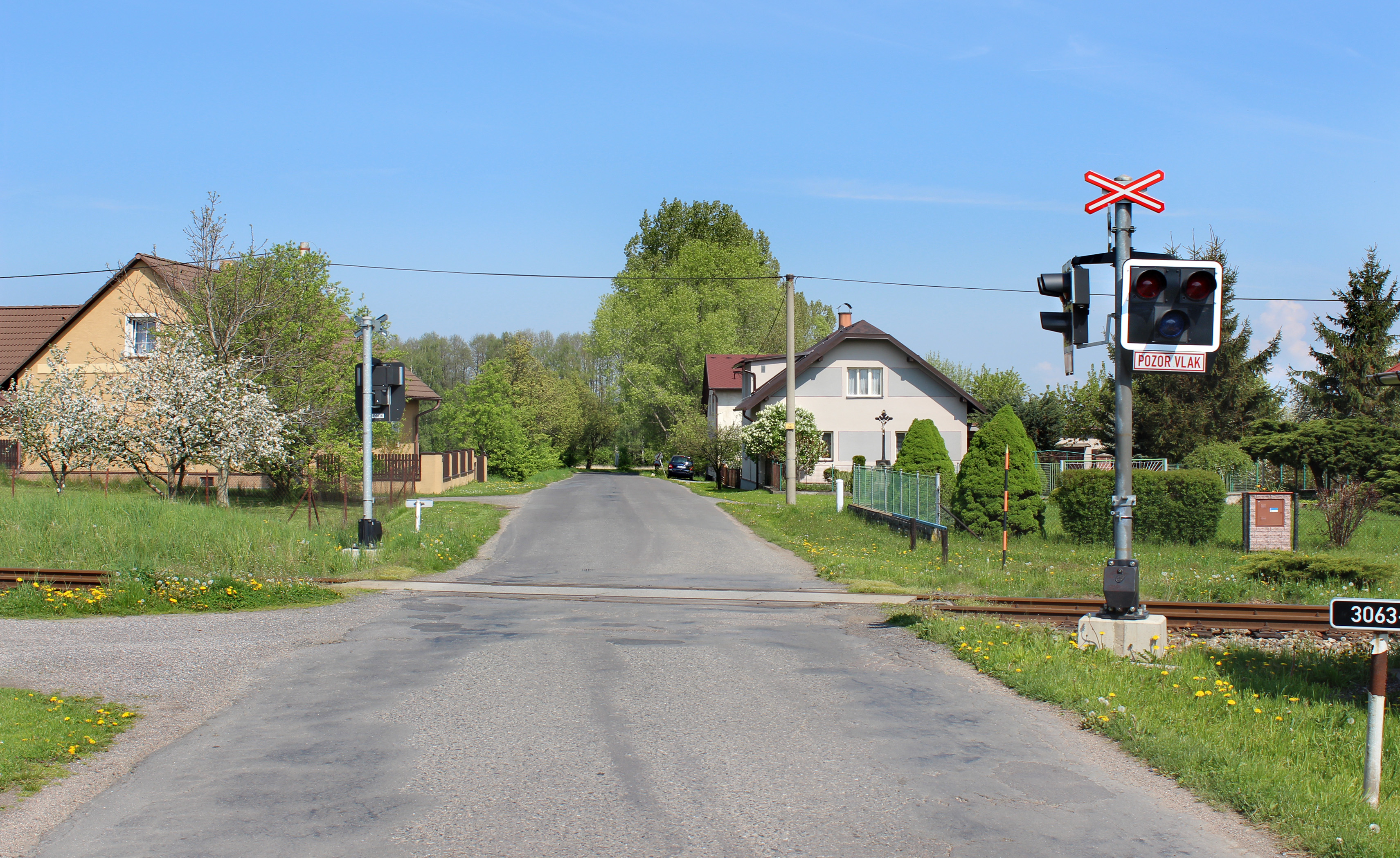
Přejezd přes trať 261 Svitavy – Žďárec u Skutče
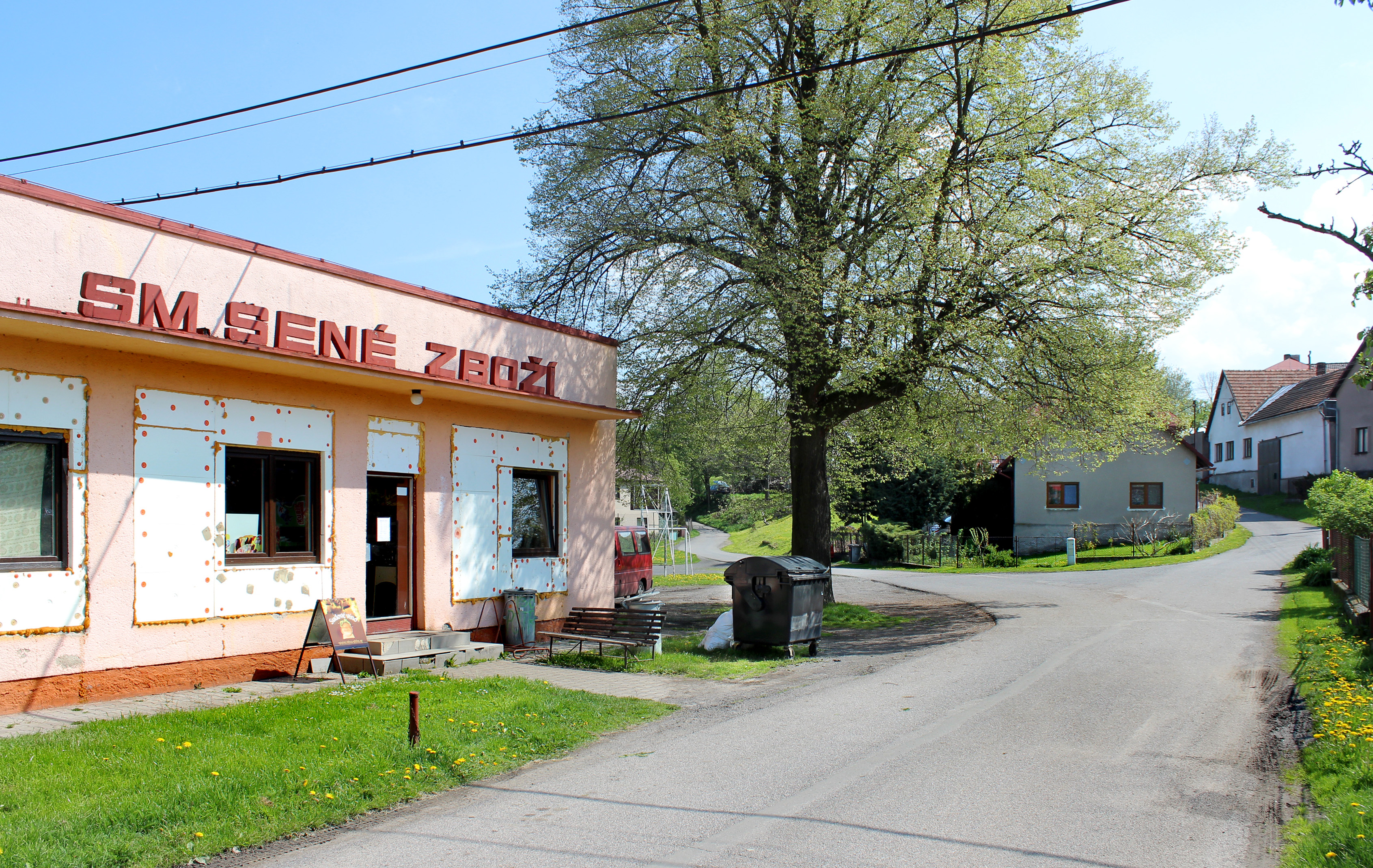
Opravovaný obchod
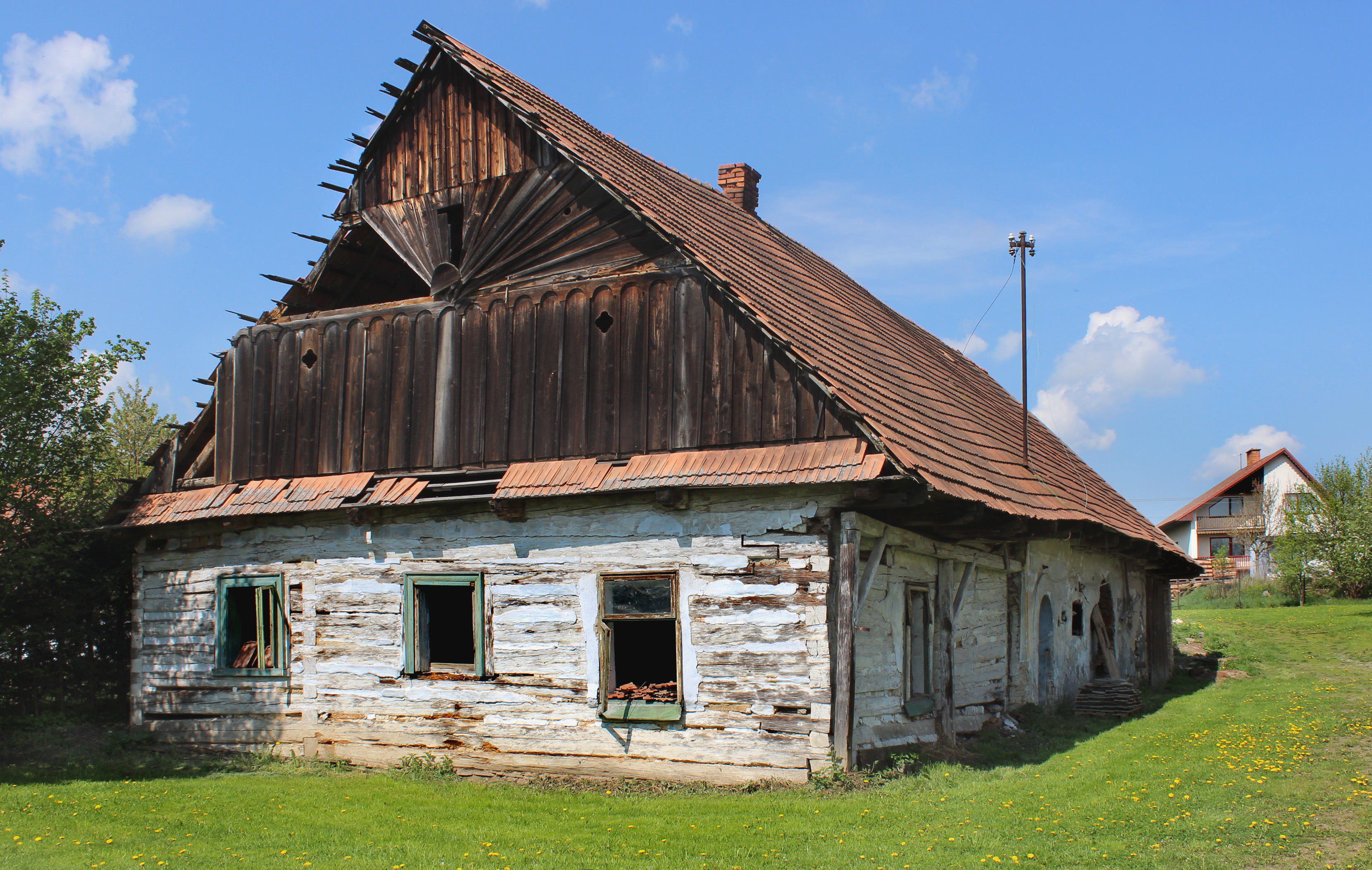
Chátrající chalupa